# Csutak Magda
Csutak Magda (Sepsiszentgyörgy, 1945. november 26. –) osztrák képzőművész.

## Életpályája
1955–1964 között a marosvásárhelyi Zene- és Képzőművészeti Iskola tanulója volt. 1964–1970 között a kolozsvári Ion Andrescu Képzőművészeti Intézet kerámia szakán tanult.1970–1972 között köteles elhelyezést kap az iparban. 1972-74-ben művészeti oktató, Sepsiszentgyörgyön. 1974-ben elkészítette A föld tiszteletére című samott köztéri landart-művét. 1974–1977 között a bukaresti Üveg- és Finomkerámia Kutatóintézet munkatársa volt. 1977-ben Ausztriába emigrált. 1977–1978 között a bécsi Iparművészeti Főiskola vendéghallgatója volt. 1979 óta a párizsi Magyar Műhely támogatója. 1986-ban osztrák állami ösztöndíjas volt.

## Munkássága
Érdeklődése középpontjában a kép és a leképezés áll. Az anyag médiális szerepét a megismerési folyamatban és előreláthatatlan fejlődését a kommunikációban meghatározónak tartja. Képkonstrukcióit olyan anyagokból építi fel, melyek egyben a művek alaptémáját is megadják. Az egyik legtökéletesebb forma, az ellipszis, a nulla (az úgynevezett „semmi“) jelenti számára, az anyag közvetítése révén, a megismerhető világ folyamatosan mozgó határát. 1977 óta Bécsben él és dolgozik.

## Kiállításai

### Egyéni
- 1970 Sepsiszentgyörgy
- 1982, 1985, 1995, 2000-2001 Bécs
- 1992, 1995 Budapest

### Csoportos
- 1982, 1998-1999, 2005 Budapest
- 1985, 1996-1997, 2000-2002, 2004 Bécs
- 1996 Székesfehérvár
- 1997, 2004 Pozsony
- 2004 Párizs, Berlin, Róma

## Művei
- A föld tisztelete (1974)
- Helyi érték 1.-2. (2000)